# Ambrogio Ghilini
Ambrogio Ghilini Marchese di Maranzana, di Sezzé e Gamalero Conte di Rivalta, francoski general in botanik italijanskega rodu, * 16. februar 1756, † 15. december 1832.